# 칼치 (토스카나주)
칼치 (Calci) 이탈리아 토스카나주의 피사도에 위치한 코무네 (지방자치단체)이다. 피사에서 서쪽 약 60 킬로미터 (37 mi), 피사에서 동쪽 9 킬로미터 (6 mi) 거리에 있다.

## 주요 관광지
주요 관광지는 칼치 카르투지오회 수도원 (Certosa di Pisa)으로도 알려진 피사 카르투지오회 수도원으로, 피사 대학교의 자연사 박물관이 위치해 있다.